# Langschwanz-Tagschläfer
Der Langschwanz-Tagschläfer (Nyctibius aethereus), gelegentlich auch Langschwanz-Schwalk genannt, ist eine nachtaktive Vogelart aus der Gattung der Tagschläfer. Die Art bewohnt die tropischen Wälder Südamerikas und wurde erstmals im Jahr 1820 durch den deutschen Naturforscher Maximilian zu Wied-Neuwied wissenschaftlich beschrieben.

## Beschreibung und Verhalten

### Beschreibung

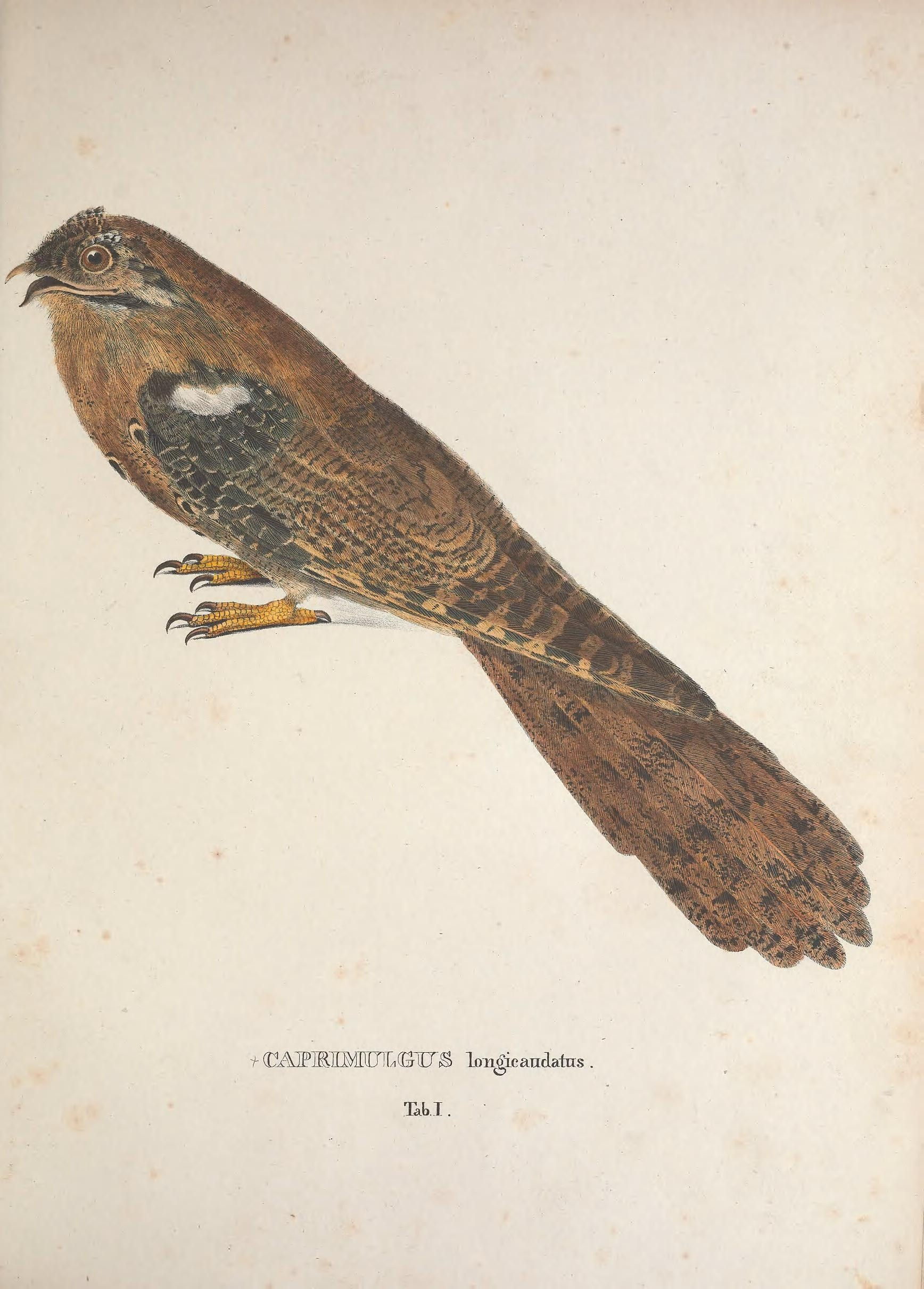
Künstlerische Darstellung eines Langschwanz-Tagschläfers aus Johann Baptist von Spix’ Werk Avium Species Novae, 1838/39

Langschwanz-Tagschläfer gehören mit einer Größe von 42 bis 56 cm bei einem Gewicht von 280 bis 447 g zu den größeren Vertretern der Tagschläfer. Der Kopf der Vögel wirkt groß und in nicht gestreckter Haltung leicht rundlich. Insbesondere die großen, an eine nachtaktive Lebensweise angepassten Augen mit gelblicher Iris und der kurze, aber seitlich stark vergrößerte und spitz zulaufende Schnabel sind auffällig. Flügel und Schwanz sind im Verhältnis zum gedrungen wirkenden Körper recht lang, besonders die verlängerten Schwanzfedern werden zur Unterscheidung von anderen Arten der Gattung herangezogen. Weitere Alleinstellungsmerkmale sind leicht nach oben gebogene Federspitzen an den Schultern der Vögel sowie das Fehlen von weißen Farbtupfern im Gefieder. Dieses zeigt stattdessen eine überwiegend bräunliche Färbung, die für die Tiere eine wichtige Rolle bei der Tarnung spielt. An der Oberseite ist diese mit gelbbraunen und schwärzlichen Flecken und Streifen gesprenkelt. Visuell wahrnehmbare Unterschiede zwischen den Geschlechtern gibt es nicht. Unmittelbar nach dem Schlüpfen sind juvenile Langschwanz-Tagschläfer von weichen, weißen Daunen bedeckt. Mit der Zeit entwickeln die Jungvögel eine hell zimtfarbene Färbung, bevor sie die bräunliche Tarnfärbung der Eltern annehmen.

### Verhalten und Ernährung
Der Langschwanz-Tagschläfer ist ausschließlich nachtaktiv. Während des Tages ruhen die Vögel mehr oder weniger bewegungslos auf einem abgestorbenen Ast in bis zu 20 m Höhe über dem Erdboden, wobei sie durch ihr Gefieder wie eine Verlängerung ihres Ruheplatzes wirken. Nähert sich ein potenzieller Feind oder werden die Tiere gestört, strecken sie ihren Körper mit langsamen Bewegungen senkrecht aus, was den Tarneffekt noch verstärkt. Die Augen werden in dieser Alarmhaltung weit aufgerissen und nicht geschlossen, bis die mögliche Bedrohung vorüber ist. Während der Nacht warten Langschwanz-Tagschläfer auf einer exponierten Sitzwarte auf vorbeikommende Beute, auf die sie sich mit einer schnellen, akrobatischen Bewegung herabstürzen. Die genaue Zusammensetzung der Ernährung wurde bislang nicht erforscht, dürfte aber – wie bei anderen Tagschläfern – vor allem aus fliegenden Insekten bestehen. Definitiv erbeutet werden fliegende Termiten, Motten und Schnellkäfer. In ihrem gesamten Verbreitungsgebiet gilt die Art als Standvogel.

### Fortpflanzung
Das detaillierte Fortpflanzungsverhalten des Langschwanz-Tagschläfers ist bislang nicht vollständig erforscht, Berichte gibt es lediglich aus Paraguay und Französisch-Guayana. In diesen Fällen fiel der Beginn der Brut mit dem Ende der Trockenzeit in der jeweiligen Region – August in Paraguay, Juli in Französisch-Guayana – zusammen. Ein echtes Nest wird von den Altvögeln nicht konstruiert, stattdessen legt das Weibchen ein einzelnes Ei in eine kleine Mulde auf der Oberseite eines abgebrochenen Baumstumpfs. Das Ei besitzt eine Größe von etwa 38,2 × 26,0 mm und wird vermutlich etwa drei bis vier Wochen lang bis zum Schlüpfen der Jungvögel bebrütet.

### Lautäußerungen
Der am häufigsten gehörte Gesang der Art wird als sanft vorgetragenes waa-oo-uh oder ra-ooh beschrieben, dessen Betonung auf der jeweils zweiten Silbe liegt. Im Schnitt wird dieser Ruf etwa alle sieben Sekunden wiederholt. Zu hören ist der Gesang hauptsächlich bei Nacht, wenn die Tiere aktiver sind, des Weiteren scheinen die Vögel besonders in Nächten mit hellem Mondschein zu singen.

## Verbreitung und Gefährdung

Verbreitungsgebiet des Langschwanz-Tagschläfers

Der Langschwanz-Tagschläfer bewohnt immergrüne, tropische Wälder auf dem südamerikanischen Kontinent. Hierbei bevorzugt er das Flachland bis in eine Höhe von etwa 750 m über dem Meeresspiegel, wobei es unbestätigte Berichte über Sichtungen bis in 1500 m Höhe gibt. Den Kern des zusammenhängenden Verbreitungsgebiets bildet das Amazonasbecken, im Norden erstreckt es sich bis ins östliche Venezuela und in die Guyanas, während im Westen die östlichen Regionen Ecuadors und Perus erreicht werden. Ein weiteres nennenswertes, jedoch isoliertes Verbreitungsgebiet existiert im Südosten Brasiliens und reicht bis in die östlichsten Regionen Paraguays und Argentiniens. Zwei kleinere, ebenso isolierte Populationen bestehen im Nordosten Brasiliens sowie im Westen Kolumbiens. Die IUCN stuft den Langschwanz-Tagschläfer mit Stand 2016 als „nicht gefährdet“ (least concern) ein und führt als Begründung das sehr große Verbreitungsgebiet der Art an. Die Organisation stellt jedoch zugleich einen allgemeinen Rückgang der Populationszahlen fest.

## Systematik
Maximilian zu Wied-Neuwied beschrieb den Langschwanz-Tagschläfer im Jahr 1820 erstmals als Caprimulgus aethereus und stellte ihn damit zunächst zu den Ziegenmelkern. Zurzeit werden neben der Nominatform N. a. aethereus zwei weitere Unterarten als gültig betrachtet, die sich vor allem hinsichtlich der Größe und Farbgebung unterscheiden. Sowohl N. a. longicaudatus als auch N. a. chocoensis wurden zunächst als Unterarten einer separaten Art innerhalb der Gattung Caprimulgus bzw. später Nyctibius betrachtet. Erst in den 1940er-Jahren fügte der Ornithologe James Lee Peters sie basierend auf „eher spärlichen Beweisen“ als Unterarten zu N. aethereus, was in der Folge beibehalten wurde. Hierbei berief er sich vor allem auf die sehr ähnlich klingenden Lautäußerungen der Vögel.
- N. a. aethereus (Wied, 1820)[9]; südöstliches Brasilien, nordöstlichstes Argentinien, südöstlichstes Paraguay
- N. a. longicaudatus (Spix, 1825)[10]; Amazonasbecken; kleiner, vor allem an der Brust mehr gelbbraun als die Nominatform
- N. a. chocoensis Chapman, 1921[11]; westliches Kolumbien; kleiner, generell dunklere Farbgebung als die Nominatform

## Etymologie und Forschungsgeschichte
Die Erstbeschreibung des Langschwanz-Tagschläfers erfolgte 1820 durch Maximilian zu Wied-Neuwied unter dem wissenschaftlichen Namen Caprimulgus aethereus. Als Verbreitungsgebiet gab er den Rio Mucuri an. 1816 führte Louis Pierre Vieillot die für die Wissenschaft neue Gattung Nyctibius ein. Dieser Begriff leitet sich von νυξ, νυκτος nyx, nyktos für Nacht und βιοω bioō für leben ab. Der Artname hat seinen Ursprung in lateinisch aether, aetheris ‚Himmel‘. Longicaudatus ist ein Wortgebilde aus lateinisch longus ‚lang‘ und lateinisch caudatus, cauda ‚-schwänzig, Schwanz‘. Chocoensis bezieht sich auf das Departamento del Chocó. Alfred Laubmann erwähnte, dass Arnaldo de Winkelried Bertoni das Vorkommen der Art in Paraguay im Gebiet des Rio Iguaçu vermutete. Während der „3. Gran-Chaco-Expedition“ hatte Hans Krieg (1888–1970) ein Exemplar bei Zanja Moroti auf einem Ei sitzend gesehen. Vermutlich wurde das Ei von einem Kappenblauraben geraubt.